# Aplomya distans
Aplomya distans là một loài ruồi trong họ Tachinidae.